# 小島佑司
小島 佑司（こじま ゆうじ、1989年5月6日 - ）は、元クロスカントリースキー選手。株式会社生涯現役代表取締役。日本初のシニア向け4支点運動スティックサイズ開発者。

## 来歴

### 生い立ち
1989年5月6日、新潟県妙高市生まれ。小学校の校長先生だった祖父の英才教育で、5歳から往復10ｋｍの早朝山間走・将棋・暗算などを行っていた事が、渋沢栄一財団の発行する「青淵」内で掲載されている。
電車で旅に出ることが好きで、6歳の時には（妙高高原 - 名古屋）間を親不在で旅している。小学校時代は、野球、スキー、水泳、陸上、将棋などの、5つの習い事を行なっていた。

### 中学校時代
新潟県立町立妙高中学校（現、妙高高原中学校）に入学し、多数の五輪選手を輩出する名門スキー部へ入部。同級生にはHIKAKIN、先輩にはSEIKINがいる。　
全国大会優勝の夢を掲げるも中学1年生の県大会では大惨敗し、悔しさのあまり自分で修行を行った。

### 高校時代
名門新井高校スキー部に入部。トレーニングの一環で4月〜10月までは、往復50ｋｍ標高差500ｍの道のりを自転車通学していた。前年度インターハイリレー優勝校の主将として、3年時は高校生スポーツの取材を受けている。

### 大学時代
日本大学文理学部体育学科に進学する。
大学1年生で、全日本学生チャンピオン大会30ｋｍクラシカル競技で優勝。その時に使用していた道具が、ゴミ箱から拾ってきた16年前のストックと10年前のスキー板、使用するワックスがたったの3種類であったことが話題となりメディアに出演競技資金不足の為、旅館に住み込みバイトをしながら日本選手権に参戦するなど、平成生まれとは思えない人間性が話題を呼んだ。
祖父の教育から文武両道の精神を大切にしており、学業としては「高強度運動後の疲労回復法の検討」という題目で卒業論文発表している。
大学4年時の全日本学生チャンピオン大会でも優勝し、大学生時代でスキー日本一に2度輝いた。

### 独立　チーム小島設立（個人事業主）
年間500万円の競技資金が必要な中、スポンサーをつけて夢を追いかける挑戦をスタートするも、支援企業が１社も集まらず、ついには貯金13円となる。
マイナースポーツ競技者がマネジメント会社を付けずに、3ヶ月で550万円の競技資金を集めた事例は少なく、人物と活動がメディアから注目された。

### フランスクラブチームに所属
フランスのスキークラブチーム、La Feclazに所属する。
アスリートとしてヨーロッパ選手権に出場し、本場フランスでコーチングやクラブ経営を学ぶ。

### アスリート引退後 上京
アスリート時代に、NSCA CSCS 
を取得し上京後は、パーソナルトレーナーとして活動。

### 起業　ジムオープン
- 2018年7月10日、株式会社 セルビスタ 設立[19]
- 2019年1月17日、日本初となるシニア向け４支点運動専門店「スティックサイズ 大和郷本店」[20]を、東京都文京区本駒込6丁目に構える。
- 2022年1月4日、株式会社　生涯現役　設立
- 2022年1月17日、スティックチャーム　開業

## アスリート戦績

### クロスカントリースキー
2005年：ジュニアオリンピッククラシカル優勝
2006年：全国高校生選抜スキー大会4位
2007年：インターハイ・リレー競技優勝
2008年：全国高校選抜スキー大会5位
2009年：全日本学生チャンピオン大会30km優勝、日本選手権チームスプリント2位
2010年：全日本学生チャンピオン大会10km4位、日本選手権15kmクラシカル12位
2011年：全日本学生チャンピオン大会15km9位、インカレ10kmクラシカル2位
2012年：全日本学生チャンピオン大会1.4km優勝、日本選手権50kmフリー15位
2013年：日本選手権スプリント19位、50kmクラシカル6位
2014年：日本選手権スプリント6位、国民体育大会10kmクラシカル19位
2015年：宮様国際スキー大会10kmクラシカル12位、日本選手権50kmクラシカル41位
2016年：フランス選手権15kmクラシカル19位、1.5kmスプリントフリー29位
ヨーロッパ選手権15kmクラシカル42位、15kmフリー44位

### ローラースキー
2013年：全日本選抜大会・山口大会優勝、岐阜大会2位
2014年：全日本選抜大会・富山大会優勝、 全日本選手権7位
2015年：全日本選抜大会・富山大会優勝、岐阜大会3位

### トライアスロン
2012年：村上笹川流れ国際トライアスロン年代別優勝
リザルトの参考サイト

## メディア出演

### テレビ
番組：テレビ新潟「キラ☆（ホシ）のゴトク」
日時：2014年12月26日25:55～岡山放送
　　　2014年12月27日15:00～岩手放送
　　　2014年12月29日25:00～TXN九州
　　　2014年12月30日14:05～テレビ新潟
　　　2014年12月31日18:10～テレビ神奈川
　　　2015年01月01日25:25～南海放送
　　　2015年01月03日14:54～北陸放送
　　　2015年01月03日13:24～青森テレビ
　　　2015年01月03日21:00～三重テレビ
　　　2015年01月03日22:00～東京MX
参考サイト
番組：テレビ東京　「モヤモヤさまぁ〜ず2」
2019年：7月14日　18時30分〜19時54分　
参考サイト
番組：テレビ東京　「よじごじDays」
2019年：10月10日　15時40分〜16時54分　
参考サイト
番組：テレビ東京　「日経プラス１０」
2019年：11月13日　22:00〜23：00
参考サイト
番組：テレビ東京　「なないろ日和」
2020年：2月5日　10時00分〜10時54分　
参考サイト
ラジオ
番組：FM PORT 79.0 
日時：10月5日から    10月9日　
参考サイト
’執筆'
タウン誌すがも　
こじマッチョの健康手帳
2019年４月〜現在　毎月連載中